# 豊原国周

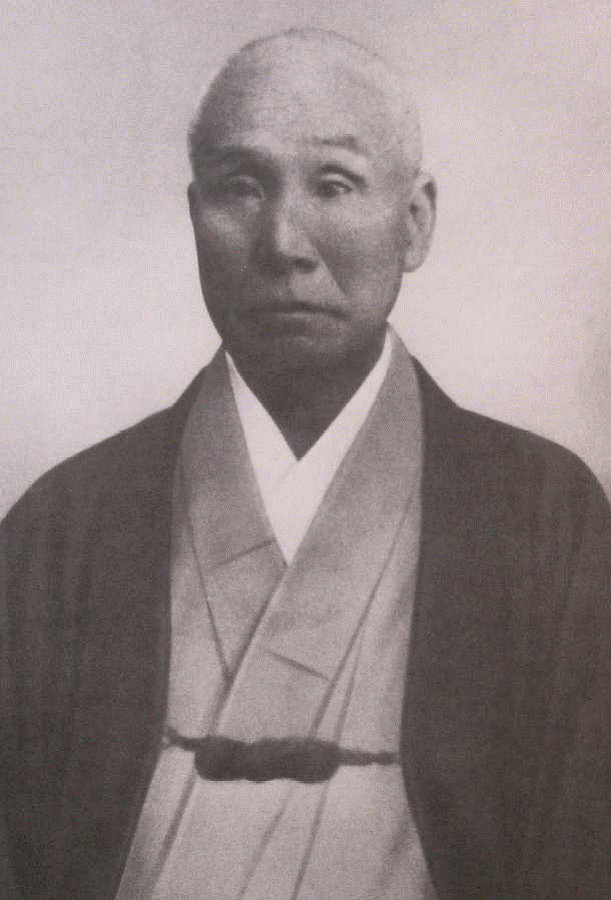
豊原国周

豊原 国周（とよはら くにちか、旧字体：豐原國周󠄀、天保6年6月5日〈1835年6月30日〉 - 明治33年〈1900年〉7月1日）は、幕末から明治にかけての浮世絵師。

## 来歴
豊原周信及び歌川国貞（三代目歌川豊国）の門人。本姓は荒川氏、俗称は八十八。江戸京橋五郎兵衛町の湯屋（一説には江戸京橋三十間堀七丁目の家主）大島屋九十郎の次男として生まれる。母は同心の荒川三之丞の娘八重。画号は国周の他、一鶯斎、豊春楼、花蝶斎、花蝶楼、華蝶斎、華蝶楼、一桃、歌清舎、曹玄子、米翁、鶯斎。画姓を豊原としたのは、師の豊原周信への恩を忘れぬためだといわれる。幼い頃はかなりやんちゃで近所から苦情が来ていたという。しかし、びら屋で祭礼の際に用いられる地口行灯（もとの言葉を別のものに仕立てて楽しむ言語遊戯、つまりは語呂合わせである地口を、絵で行灯に描いてある。祭礼時に町の辻に飾ることが流行し、その絵の多くが浮世絵師によって描かれた）の制作の手伝いをするなど、画才を示していた。兄の長吉が南伝馬町に押絵屋を開業したことがきっかけで、長谷川派の豊原周信に師事し役者似顔を学び、羽子板押絵の原図を制作した（一説には羽子板師の隣春に就いたともいわれる）。数奇屋河岸にあった羽子板問屋明林堂の仕事を引き受け、その役者絵は評判が良かったという。国周の墓所である本龍寺には、現存してはいないが押絵師湯川周丸を発起人とした国周の辞世句「よの中の人の似かおもあきたれば　ゑむまや鬼の生きうつしせむ」を刻んだ碑があったといわれるので、終生羽子板絵とのかかわりが保たれたのだろう。
嘉永元年（1848年）三代目豊国のもとに入門し、嘉永5年（1852年）には豊国の役者絵の一部を描き、門人八十八と署名する。安政2年（1855年）の頃より、最初の師である豊原周信と豊国の名前を合わせた画名である豊原国周と署名するようになる。明治2年（1869年）、人形町具足屋嘉兵衛を版元にし、彫工・太田升吉による役者似顔大首絵を多数制作して力量を示した。このシリーズにより「役者絵の国周」として知られるようになり、後世小島烏水によって「明治の写楽」と称せられる。同年には大橋屋弥七から似顔大首絵を2枚、3枚続にした作品を出版した。後年は伝統的な役者似顔絵の七分身像を多く描き、3枚続の画面に一人立ちの半身役者絵を描く大胆な構図の作品なども描いた。顔貌描写に羽子板絵式の装飾味を持たせ、美人画にも独特の晴れやかさを示した。3枚続に役者一人を描くという新しい構成は国周が創始したとされる。明治期における役者絵絵師の代表的存在であり、作品数も多く、明治演劇史の資料としても大変価値がある。

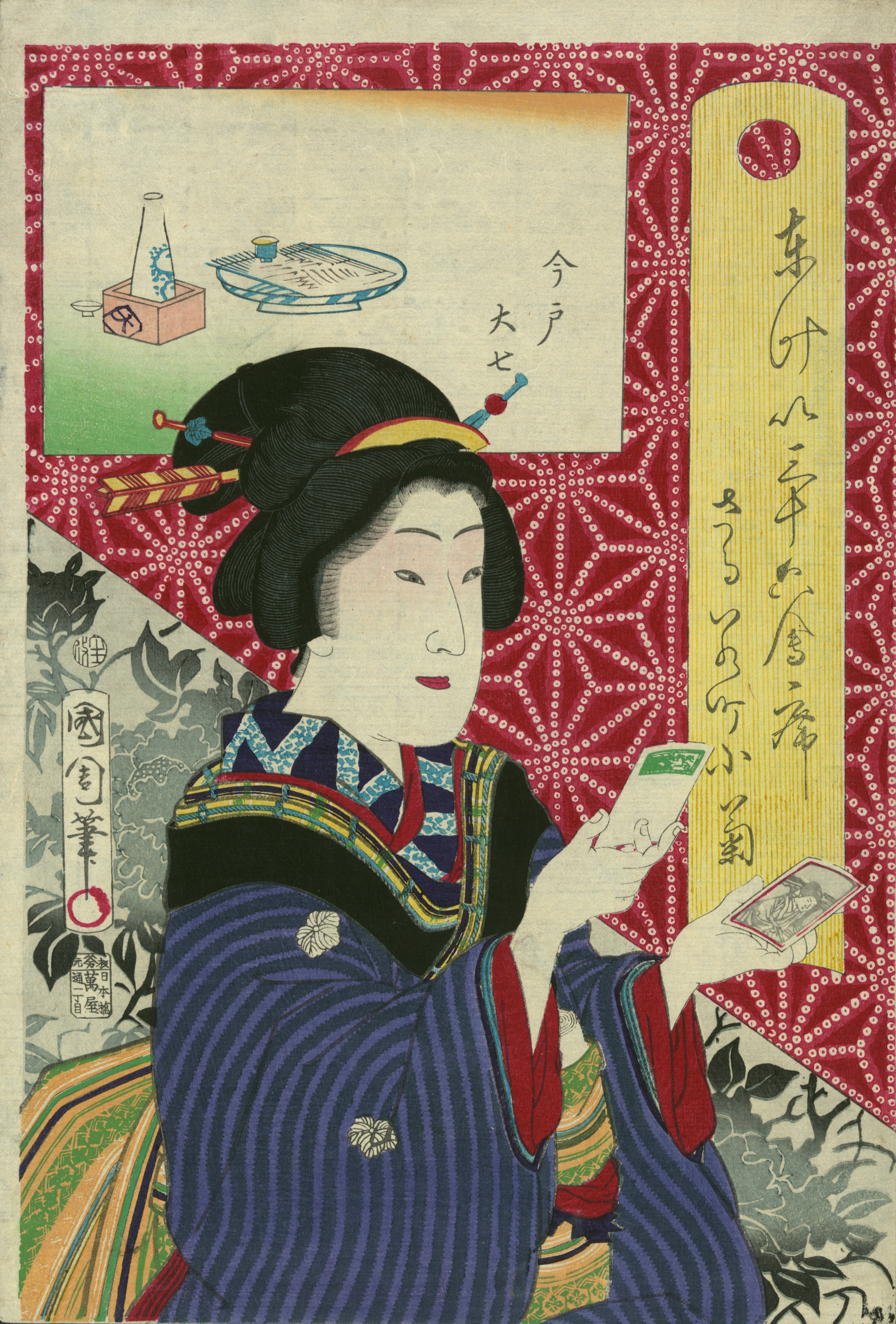
「東京三十六会席 猿楽町芸者 小菊」（1878年）

写真の流行する時代の影響を受け、明治3年（1870年）に「写真所」と題した役者のブロマイドがあり、陰影法を用いた木版画を制作したが成功しなかった。国周の役者絵は戊辰戦争を受けて不況となった歌舞伎界を盛り上げたともといえる。
国周は自らも認めているほどの変わった性格をしていたという。住いと妻を変えることが癖で、本人によると転居は117回であり、同じく転居の多かった葛飾北斎と比べ「絵は北斎には及ばないが、転居数では勝っている」と誇っていたという。近所の空気が気に入らないといっては移転し、版元が絵を依頼しようとしても居所がわからず困ったという。「今日転居して来て、明日厭気がさすと直ぐ引越し、甚しい時は一日に三度転じたが、その三度目の家も気に入らなかったが、日が暮れて草臥れたので、是非なく思い止まった」という話まである。妻も40人余り変え、長続きすることは無かった。酒と遊びが大好きで、画料が入っても宵越しの金は持たないとばかりにすぐ使ってしまい、晩年は着物一枚で過ごし舞台に出る役者をスケッチする「中見」の際には版元から着物を貸してもらうほどだったという。しかし困っている人を見ると助けずにはいられず、時には来客のものまで与えてしまうという非常識ぶりを発揮した。そこで地本問屋の主人などは、国周を訪問する際には高価なものを携帯することを避けたという。
国周の仕事ぶりをうかがわせるエピソードとして次のようなものがある。福田という版元は芝居が好きで役者絵を多く出版していた。あるとき、国周が九代目市川團十郎の姿を描いた版画のもとになる下絵を描いたが、團十郎がそれを検分したとき無くなってしまった。とても良くできていたのでもう一度下絵を描いてくれと頼んだが、国周は同じものは二度と描かないと断ったという。国周の絵師としての誇りがこのような態度をとったのだろうが、いかにも江戸っ子というような印象を与える挿話でもあると思われる。国周の画稿料は3枚続一組が6、7円を普通とし、彫師で版元を兼ねた彫長は平均4円50銭ないし5円で描かせていたという。享年66。墓所は台東区今戸の本竜寺。法名は鶯雲院釈国周居士。
国周の門人は多く存在したらしいが、活躍したのは守川周重と楊洲周延の2人のみである。そのほかに湯川周麿、五橋楼周芳、豊原周春、豊原周里、柳斎周秀、周幸、歌川国松、豊原周義、三代目歌川国輝、周季、周峰がおり、また、歌川和哥が門人であったと推定されている。

## 作品
- 「柴田勝家　(五代目)尾上菊五郎」　大判　錦絵　明治2年　神奈川県立歴史博物館所蔵
- 「当世形浴衣揃　不破伴左衛門　（9代目）市川團十郎」大判　錦絵
- 「市川団十郎演劇百番」　錦絵
- 「梅幸百種」　錦絵
- 「東京三十六会席」　錦絵　美人画
- 「開花人情鏡」　錦絵　美人画
- 「潤色三十六花撰」　錦絵　美人画
- 「め組の喧嘩図」 絹本着色 東京国立博物館所蔵
- 「芸妓と遊女図」 絹本着色 双幅 日本浮世絵博物館所蔵
- 「酒造り一式の図」 絵馬1面 成田山霊光館所蔵 1882年（明治15年） 周春助筆

## 豊原国周が登場する作品
- 梶よう子『ヨイ豊』講談社、2015